# رابرت دیوید هال
رابرت دیوید هال (انگلیسی: Robert David Hall؛ زادهٔ ۹ نوامبر ۱۹۴۷) یک هنرپیشه اهل ایالات متحده آمریکا است. وی از سال ۱۹۸۳ میلادی تاکنون مشغول فعالیت بوده است.

## گزیده فیلمشناسی
از فیلم‌ها یا برنامه‌های تلویزیونی که وی در آن نقش داشته است می‌توان به آثار زیر اشاره کرد.
- سربازان سفینه (فیلم) (۱۹۹۷)
- مذاکره‌کننده (فیلم) (۱۹۹۸)
- بال غربی (مجموعه تلویزیونی) (۲۰۰۰)
- سی‌اس‌آی ((۲۰۰۰–۲۰۱۵)
- نسل ژن (۲۰۰۷)